# Stadio Via del Mare
Das Stadio Via del Mare, offiziell Stadio Ettore Giardiniero – Via del Mare ist ein Fußballstadion mit Leichtathletikanlage in der italienischen Stadt Lecce in der Region Apulien. Es ist die Heimspielstätte des Fußballvereins US Lecce. Der Name der Anlage entstand, da die Straße, die entlang des Stadions führt, direkt bei San Cataldo (Mitglied der Gemeinde Vernole) ans Meer stößt. Es bietet Platz für 31.533 Zuschauer.

## Geschichte
Das „Stadio Via del Mare“ ersetzte das Stadio Carlo Pranzo, welches bis 1966 die Heimat der US Lecce war. Das „Via del Mare“ wurde am 11. September 1966 mit der Partie der US Lecce gegen Spartak Moskau eingeweiht. Dieses Spiel endete 1:1 und wurde von etwa 13.000 Zuschauern verfolgt. Damals bot die Sportarena Platz für 16.000 Zuschauer. 1976 wurde das Fassungsvermögen auf 20.500 erhöht. Im Jahr 1985 stieg die US Lecce erstmals in die Serie A auf. Aus diesem Anlass wurde die Kapazität auf 55.000 Sitzplätze erhöht, später wurde diese jedoch wieder auf 33.876 Sitzplätze verringert. 1990 war es für die Fußball-Weltmeisterschaft vorgesehen, allerdings wurde in Apulien doch entschieden, das Stadio San Nicola in Bari neu zu errichten.

## Sonstiges
Die Heimat der traditionellen Fanszene ist, in diesem Stadion, die Curva Nord mit den Ultrà Lecce. Jedoch gibt es auch in der Curva Sud mit der Gioventù (deutsch Jugend), eine aktive Fangruppierung. Die Sitze im Stadion sind gelb-rot gefärbt (Vereinsfarben der US Lecce). In die Osttribüne des Stadions ist der Schriftzug „U.S. Lecce“ eingefärbt. Der Presseraum des Stadions wurde nach dem lokalen Journalisten Sergio Vantaggiato benannt, dieser starb unter tragischen Umständen in den ersten Tagen der Meisterschaft 2007/08, als die US Lecce in der Serie B spielte. Die Gedenktafel wurde von seinem Sohn Martino in der Gegenwart von verschiedenen lokalen Behörden, der Verwaltung der US Lecce und einigen Journalisten, verschiedener Zeitungen, vorgestellt.

### Weitere Infos
- 1994 hielt Papst Johannes Paul II. eine Rede im Stadion von Lecce.
- 2002 wurde das Stadion offiziell nach Ettore Giardiniero, dem Bürgermeister, welcher den Wiederaufbau genehmigte, benannt.
- Am 1. November 2007, während eines regulären Trainings, schlug ein Blitz in den feuchten Boden des Stadions ein und tötete den Geräte-Manager des Fußballvereins, Antonio De Giorgi, sofort.
- In der Saison 2009/10 spielte auch der Fußballverein Gallipoli Calcio im Via del Mare, weil in dessen Stadio Antonio Bianco Renovierungsarbeiten vorgenommen wurden.
- 2011 war es Austragungsort des Rockfestivals Italia Wave, bei dem u. a. Lou Reed und die Kaiser Chiefs auftraten.